# Adolf von Kritter
Adolf Gustav Ludwig Wilhelm Kritter, seit 1878 von Kritter (* 14. August 1819 in Katlenburg; †  26. Mai 1892 in Bad Ems) war ein preußischer Generalleutnant.

## Leben

### Herkunft
Adolf war ein Sohn des hannoverschen Justizamtmanns Ludwig Kritter (1771–1829) und dessen Ehefrau Sophie, geborene von Wedemeyer (1789–1862).

### Militärkarriere
Kritter besuchte das Gymnasium und die Divisionsschule in Erfurt. Nach seinem Abschluss trat er am 1. August 1836 als Dragoner in das 4. Dragoner-Regiment der Preußischen Armee ein und avancierte bis Mitte Oktober 1838 zum Sekondeleutnant. Er war im Jahr 1842 Regimentsadjutant und wurde am 21. März 1848 als Adjutant der 16. Division kommandiert. In dieser Stellung stieg Kritter am 8. Januar 1852 zum Premierleutnant auf, wurde am 23. Juli 1853 als Adjutant des Kriegsministers Eduard von Bonin kommandiert und am 5. Mai 1855 zum Rittmeister befördert. Am 18. September 1856 wurde er von seinem Kommando entbunden und kehrte unter Ernennung zum Eskadronchef am 1. November 1856 in sein Stammregiment zurück. Am 19. Februar 1859 kam er als Hauptmann in den Generalstab des VIII. Armee-Korps. Unter Belassung in seiner Stellung wurde er am 25. Juli 1859 dem Generalstab aggregiert. Er kehrte am 31. Juli 1860 in den Generalstab des VIII. Armee-Korps zurück, erhielt 1862 den Kronen-Orden IV. Klasse und avancierte am 25. Juni 1864 zum Oberstleutnant. Im Jahr erfolgte bis zum 26. Oktober 1865 seine Kommandierung zur Dienstleistung beim Thüringischen Ulanen-Regiment Nr. 6. Stattdessen wurde Kritter am 14. Dezember 1865 als Kommandant nach Swinemünde und am 3. April 1866 als Kommandant nach Glatz versetzt. Mit Patent von 30. Oktober 1866 wurde er am 31. Dezember 1866 zum Oberst befördert.
Gegen Ende des Krieges gegen Frankreich wurde Kritter am 17. Februar 1871 Kommandant der Festung Belfort. Nach dem Friedensschluss stieg er Mitte August 1871 zum Generalmajor und wurde am 16. Juli 1872 zum Inspekteur der Train-Inspekteur in Berlin ernannt. In dieser Stellung erhielt er am 21. November 1876 seine Beförderung zum Generalleutnant und anlässlich des Ordensfestes wurde er im Januar 1878 mit dem Stern zum Roten Adlerorden II. Klasse mit Eichenlaub ausgezeichnet. Am 12. März 1878 stellte man Kritter mit Pension zur Disposition, und in Würdigung seiner Verdienste erhob Kaiser Wilhelm I. ihn in den erblichen preußischen Adelsstand.

### Familie
Kritter heiratete am 2. Mai 1853 in Koblenz Mathilde Ulrich (1831–1912). Das Paar hatte mehrere Kinder:
- Anna (1854–1894)
- Adolf (1855–1899), preußischer Major ⚭ 1885 Viola von Sandrart (* 1864), Tochter des Generals der Infanterie Karl Gustav von Sandrart
- Sophie (* 1862) ⚭ 1886 Paul Falkenberg (1848–1925), deutscher Botaniker und Hochschullehrer
- Ulrich (1871–1946), preußischer Hauptmann ⚭ Frida Freiin von Beaulieu-Marconnay (1876–1962)